# Rhyacophila triangularis
Rhyacophila triangularis är en nattsländeart som beskrevs av Schmid 1970. Rhyacophila triangularis ingår i släktet Rhyacophila och familjen rovnattsländor. Inga underarter finns listade i Catalogue of Life.